# ایمی هامبرمن
ایمی هامبرمن (انگلیسی: Amy Huberman; ۲۰ مارس ۱۹۷۹ – ) بازیگر، مولف، نویسنده، و فیلم‌نامه‌نویس اهل جمهوری ایرلند بود. وی از سال ۲۰۰۱ میلادی تاکنون مشغول فعالیت بوده‌است.
از فیلم‌ها یا برنامه‌های تلویزیونی که وی در آن نقش داشته‌است می‌توان به شیطان خوشتیپ اشاره کرد.